# Liverpool Blitz
Il Liverpool Blitz (Blitz di Liverpool) fu un pesante e prolungato bombardamento della città britannica di Liverpool e dei suoi dintorni durante la seconda guerra mondiale da parte dell'aviazione della Germania nazista, la Luftwaffe.
Fatta eccezione per Londra, Liverpool è stata la città più pesantemente bombardata di tutta la Gran Bretagna durante la guerra e la battaglia d'Inghilterra. A causa del suo essere, insieme alla città di Birkenhead situata dall'altra parte dell'estuario del fiume Mersey, il più grande porto sulla costa occidentale della Gran Bretagna e per la sua importanza senza precedenti per lo sforzo bellico britannico. Il governo britannico desiderava nascondere ai tedeschi l'esatta entità dei danni arrecati ai moli, quindi i rapporti sui bombardamenti furono tenuti segreti. Circa 4.000 persone sono state uccise nei bombardamenti. Questo prezzo di sangue fu secondo solo a quello subito da Londra, dove alla fine della guerra si contarono 30.000 vittime.
L'intera città di Liverpool, la città di Bootle, Wallase era un'area di notevole importanza strategica durante la guerra. Il porto di Liverpool è stato per anni la principale porta di accesso al traffico marittimo con il Nord America e ha svolto un ruolo chiave nella partecipazione della Gran Bretagna alla campagna nell'Oceano Atlantico. Oltre alla sua funzione di approdo per le navi delle marine di molti paesi, le banchine del porto, lunghe 18 km, venivano utilizzate per scaricare circa 75 milioni di tonnellate, oltre il 90% delle materie prime che venivano importate in Gran Bretagna, Liverpool era l'estremità orientale della catena di approvvigionamento proveniente dal Nord America e senza di essa la Gran Bretagna non avrebbe potuto vincere la guerra.

## Preparativi per la guerra
L'evacuazione dei bambini allo scoppio della guerra, nel settembre 1939, fu un passo preliminare per salvare la popolazione delle aree urbane o militari dai pericoli dei bombardamenti aerei tedeschi. Le operazioni di evacuazione sono state organizzate dal comune e sebbene alcuni dei bambini siano stati evacuati nelle piccole città vicine, la maggior parte di loro è andata nelle zone rurali del Galles del Nord e del Cheshire.

## Christmas Blitz
Nel dicembre 1940 ebbe luogo una serie di pesanti bombardamenti, noti come "Christmas Blitz", in cui morirono 365 persone tra il 20 e il 22 dicembre. In questo attacco si sono verificati diversi casi di colpi diretti ai rifugi. Il 20 dicembre, 42 persone sono state uccise quando è stato colpito un rifugio dove si nascondevano, altre 40 persone sono state uccise quando una bomba ha colpito un rifugio in una stazione ferroviaria in Bentinck Street e il giorno successivo una bomba ha colpito un altro rifugio e 74 persone sono state uccise. L'intensità dell'attacco è diminuita dopo il 31 dicembre.

## La fine del Blitz
Dopo gli attacchi di maggio, la portata degli attacchi tedeschi fu ridotta, poiché l'attenzione di Hitler fu deviata sull'attacco contro l'Unione Sovietica. L'ultimo raid aereo tedesco su Liverpool ebbe luogo il 10 gennaio 1942, in cui furono distrutte diverse case in Upper Stanhope Street. L'ironia del destino è stata che una delle case distrutte in questo attacco era la casa numero 102 sulla strada, appartenente a Alois Hitler Jr., fratellastro di Adolf Hitler.
Alla fine degli attacchi tedeschi a Liverpool, il numero dei morti in città ammontava a 2.716 persone, oltre a 442 morti a Birkenhead, 409 a Bootle e 332 a Wallase.